# درجات الأصفر
درجات اللون الأصفر قد تختلف في صبغة اللون، درجة التلون (وتسمى أيضا (صبغة، شباع، قيمة)) أو إضاءة اللون أو سطوع اللون أو أن يتم الجمع بين اثنين أو ثلاثة من هذه الصفات. تسمى الاختلافات في القيمة أيضًا الصبغات والظلال ، حيث تكون الصبغة صفراء أو صبغة أخرى ممزوجة بالأبيض، ويتم خلط درجة اللون مع الأسود.
يتم عرض مجموعة كبيرة من هذه الألوان المختلفة أدناه.

## درجات اللون الأصفر

### أصفر فاتح
يظهر على اليمين اللون الموجود في ألوان الويب وهوأصفر فاتح.

### أصفر كريمي

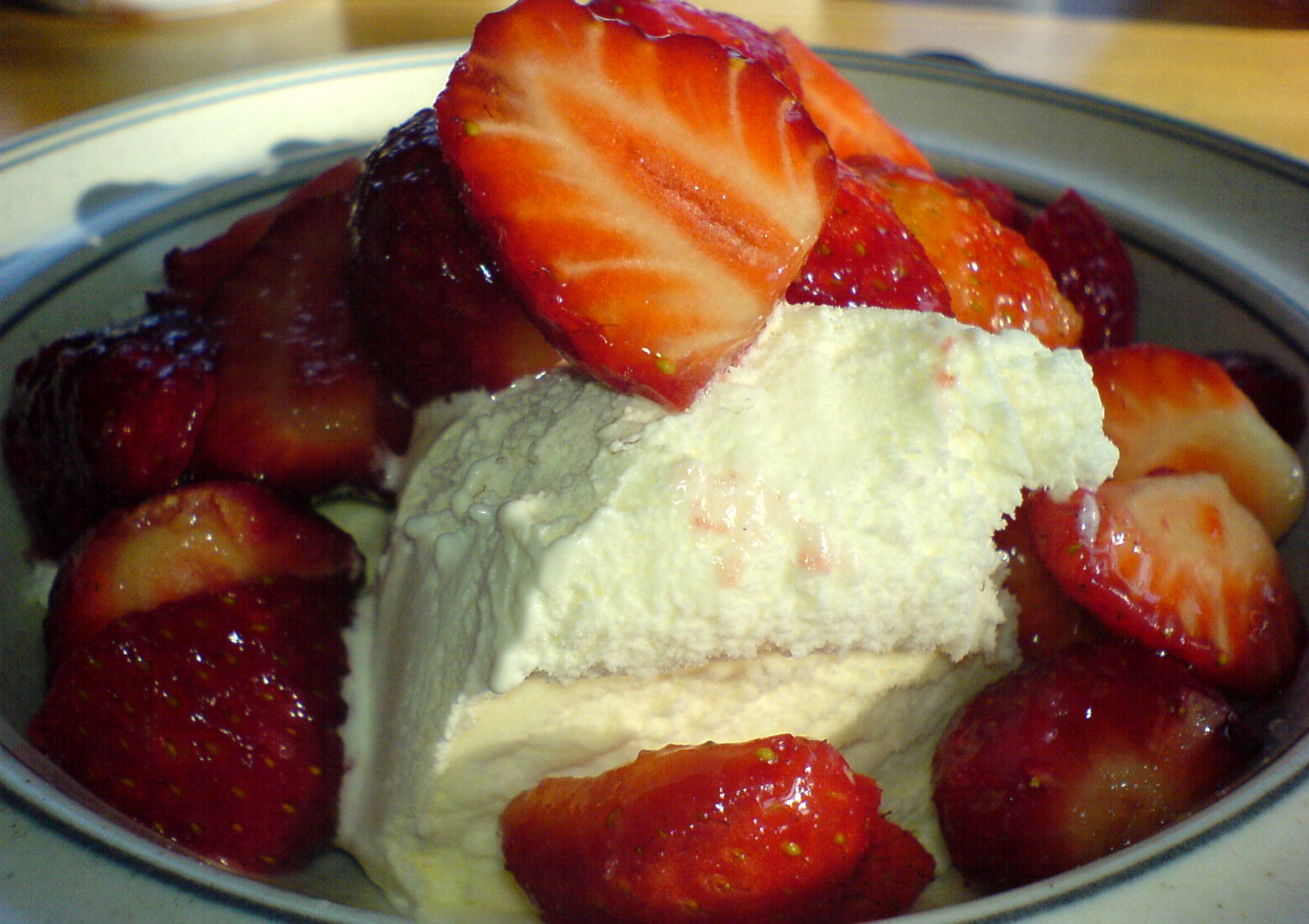
فراولة مع كريمة

يظهر على اليمين اللون المسمى اللون الكريمي، وهو لون أصفر باهت.

### ليمون شيفون

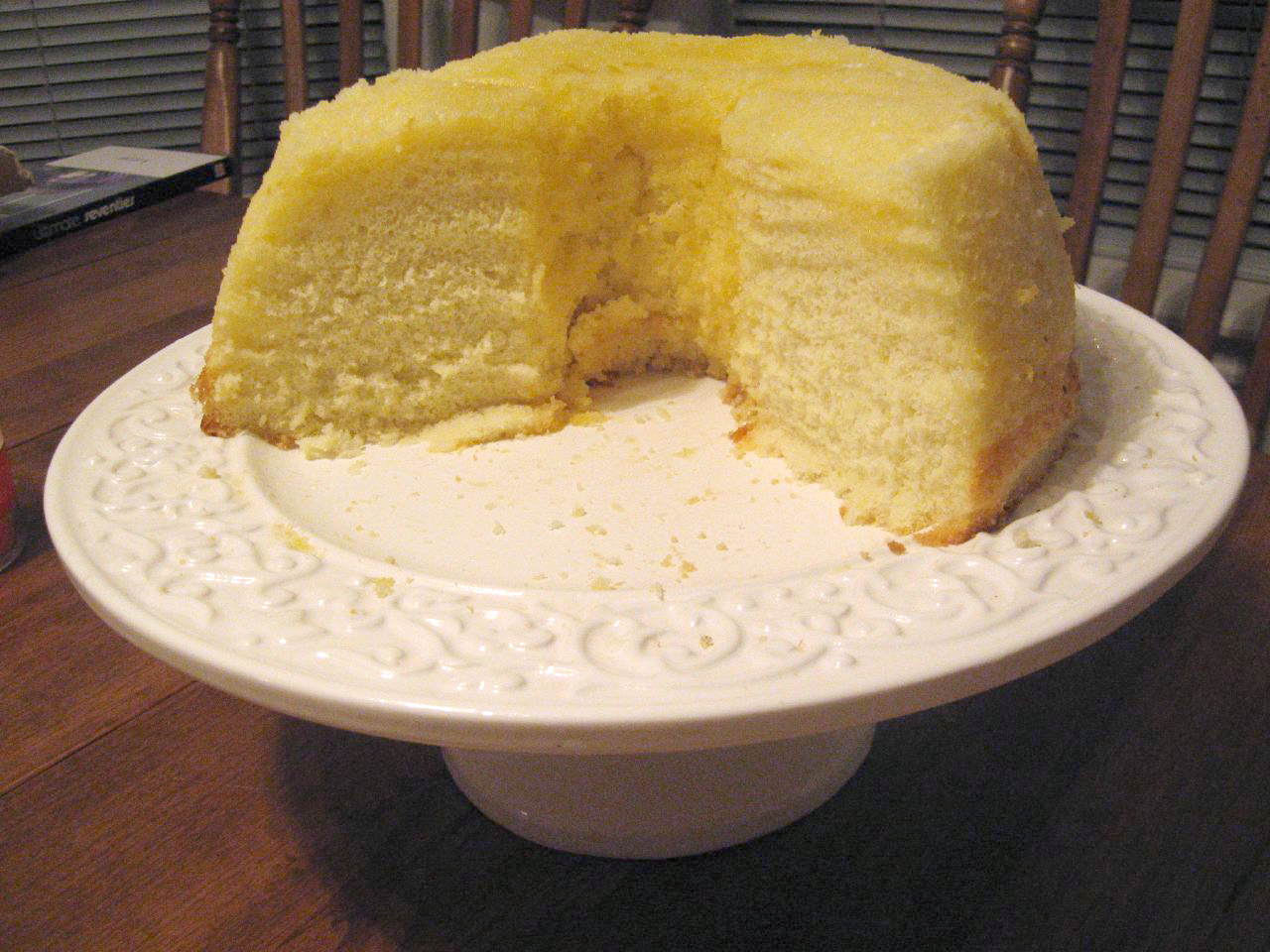
كعكة شيفون الليمون

شيفون الليمون هو لون يذكرنا بلون كعكة الليمون .